# 城東町 (会津若松市)
城東町（じょうとうまち）は、福島県会津若松市の町。郵便番号は965-0807。

## 概要

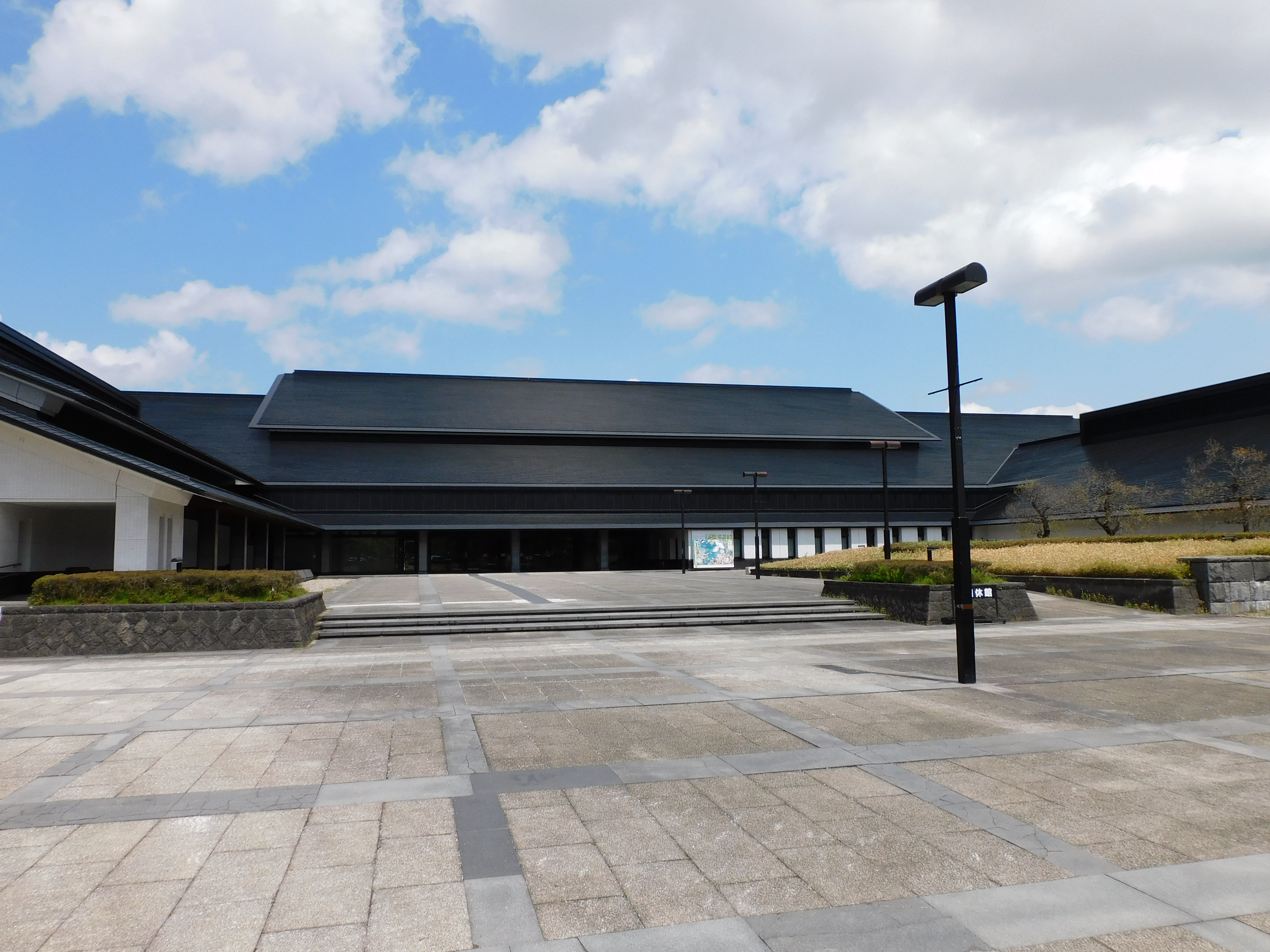
福島県立博物館

会津若松市市街地の中部に位置しており、若松城（鶴ヶ城）東側を町域とする。福島県立博物館、會津風雅堂、会津若松市文化センター、鶴ヶ城体育館などのさまざまな公共施設なども町内に存在している。
町名は、前述のように若松城の東に位置することによる。

## 地理
会津盆地南東部に位置する会津地方の中心都市、会津若松市の北西部に位置する。周囲の地域とともに阿賀川の支流、湯川、溷川などやその支流により形成された扇状地上に発達した会津若松市の中心市街地を形作る。東は宝町、花見ケ丘、西は追手町、城南町、南町、南は天神町、北は城前に接する。

## 歴史

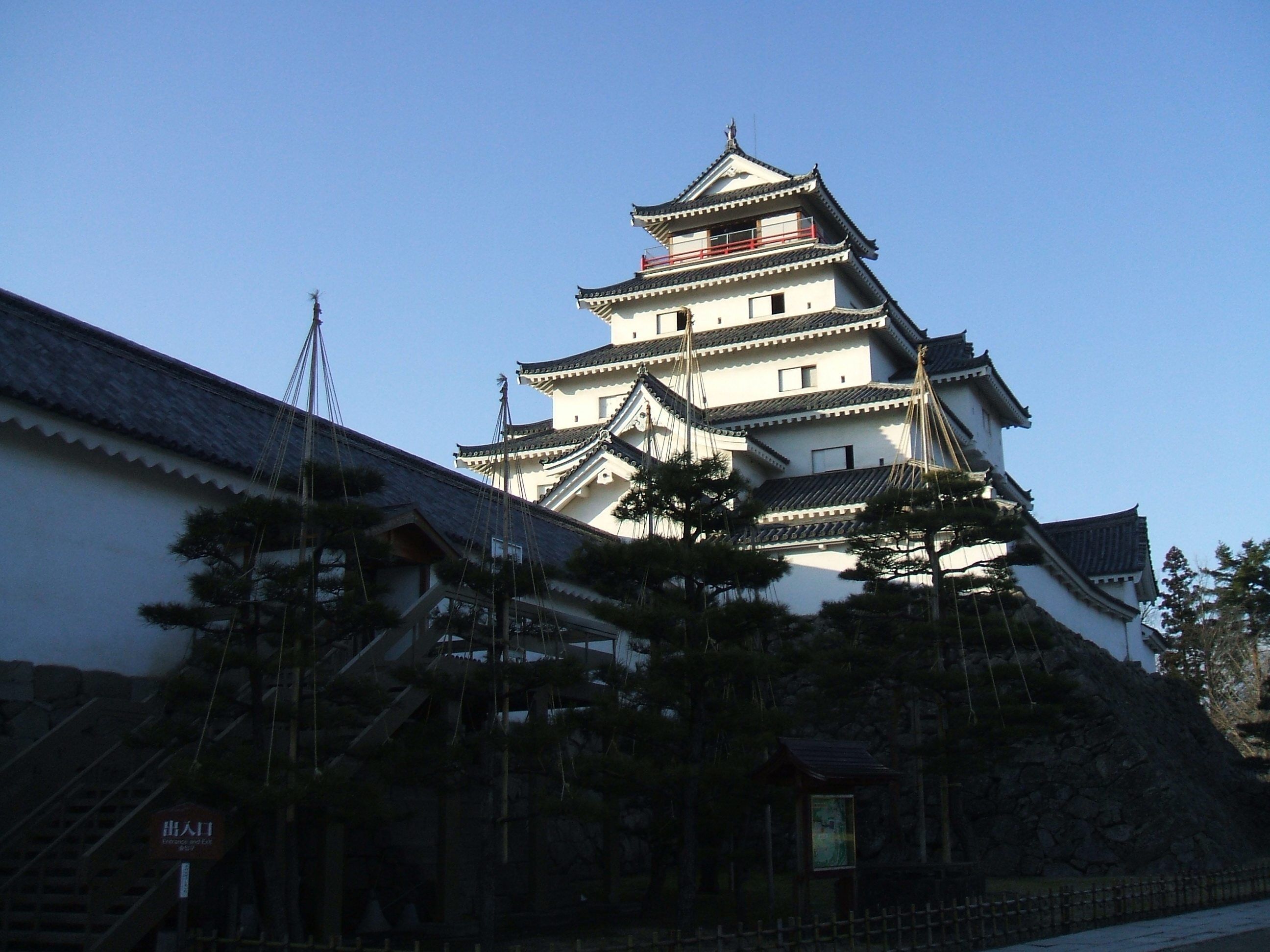
現在の若松城（鶴ヶ城）

### 中世
南北朝期から室町期にかけて、現在の城東町周辺には小高木村（おだかきむら）があった。小高木村は会津郡に属しており、町並みが形成されていたほか、1461年には大火があったとされている。
1384年、小田垣に蘆名直盛が東黒川館を築いた。これがのちに黒川城、小田垣城と言われるようになる。その後、伊達政宗の入城を経て、蒲生氏郷により黒川が若松と改められ、1593年には城の改築をはじめた。これによって完成したのが天守閣（七層）、馬出、櫓などを備える城で、この際に内外の郭もつくられた。また、1640年、加藤明成は城の追手を北にしたほか、天守閣を五層に改めた。

### 近世
江戸時代、現在の城東町付近には、小田垣（おだがき）、天寧寺町、南町、南町分、千石町分などがあった。このうち、小田垣は内小田垣とも呼ばれ、若松城下郭内の東部に位置し東西2条、南北2条の通りから成っていた。この町名は前述の小高木村に由来し、郭外との間には小田垣口が設けられていた。そのほか、足軽が弓術を習うための的場もあっとされている。
1868年（明治元年）9月22日、戊辰戦争の戦いの結果、若松城は開城する。また、この際に小田垣など周辺は大きな被害を受け、ほぼ焼失する。

### 近代
明治時代に入ると、民生取締所、民生局による統治を経て、1870年に若松県が置かれたほか、江戸時代からの若松城下の町は再編され、本丁、米代、小田垣、横道、権現下郭に加えて、小田町、半兵衛町のそれぞれ一部（加えて外小田垣を含むともされる）が合わさり、若松栄町となった。栄町の町名は、戊辰戦争により周辺の地域が大きな被害を受けたため、以後栄えることを願い付けられたものされている。また、若松県庁が城内に置かれていた時期があったほか、1875年、新政府の方針により若松城は取り壊されている。加えて、天寧寺町は若松天寧寺町、南町は若松南町の町名となったほか、南町分と千石町分の一部は年貢町村を経て、1889年に若松町内の年貢町と、門田村の一部となる。
その後、1877年に旧来の福島県、磐前県、若松県が合併されて福島県となったことから若松県は廃止されたほか、1889年に町村制の施行により旧来の若松城下の町はそれぞれ若松町内の町名となる。1889年、合わせて若松栄町などは栄町など、若松の冠称がない町名となり、1899年には若松町の市制施行により若松市の町名となる。

### 現代
1955年、当時の若松市と高野村、一箕村、神指村、門田村、東山村、大戸村、湊村が合併、会津若松市となったことから、以後栄町は同市の町名となる。その後、1960年代に会津若松市の住居表示が実施され、現在の城東町周辺も対象となる。そして、1965年、栄町、天寧寺町、南町、年貢町のそれぞれ一部により城東町が誕生する。
その後、1986年、福島県立の総合博物館として福島県立博物館が開館するなど、さまざまな公共施設などが当町内に建設されている。

## 町名の変遷
| 実施後 | 実施年月日               | 実施前           |
| ------ | ------------------------ | ---------------- |
| 城東町 | 1965年（昭和40年）2月1日 | 栄町（一部）     |
| 城東町 | 1965年（昭和40年）2月1日 | 天寧寺町（一部） |
| 城東町 | 1965年（昭和40年）2月1日 | 南町（一部）     |
| 城東町 | 1965年（昭和40年）2月1日 | 年貢町（一部）   |

## 世帯数と人口
2017年（平成29年）8月1日現在の世帯数と人口は以下の通りである。
| 町丁   | 世帯数  | 人口  |
| ------ | ------- | ----- |
| 城東町 | 430世帯 | 886人 |

## 交通

### バス
町域北側を通る会津若松市道などで会津乗合自動車によるバスが運行されているほか、観光向けのバスとして運行されている「ハイカラさん」、「あかべぇ」も城東町北側の会津若松市道を経由している。

#### 路線バス等の系統
- 市内1コース
- 市内2コース
- ハイカラさん
- あかべぇ

## 施設

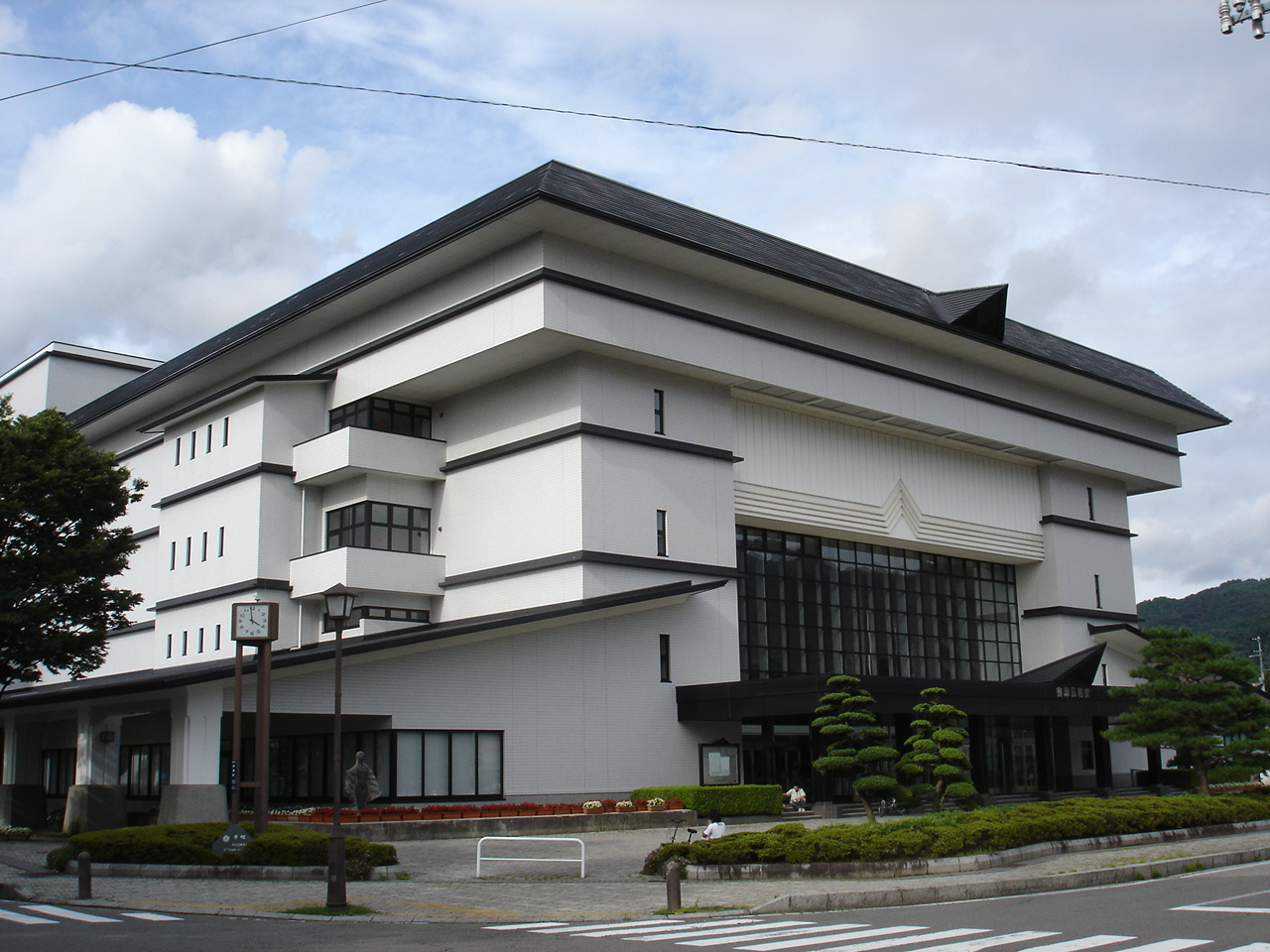
会津風雅堂

- 福島県立博物館
- 會津風雅堂
- 会津若松看護専門学校
- 鶴ヶ城体育館
- 鶴ヶ城公園第2球場
- 会津若松市文化センター
- 会津能楽堂
- 若松乳児院
- 会津若松市鶴城コミュニティーセンター

## 神社、寺院、史跡、観光地
- 若松城（鶴ヶ城） - 若松城東側を町域とする